# ルシオ・シンティ
ルシオ・シンティ（Lucio Cinti、2000年2月23日 - ）は、プレミアシップサラセンズに所属するラグビー選手。

## プロフィール
- アルゼンチン・ブエノスアイレス州ラプラタ出身[1]。
- ポジションはウィング(WTB)、センター(CTB)。
- 身長 190cm、体重 90kg
- アルゼンチン代表キャップは16（2024年9月現在）でワールドカップ2023のイタリア代表に選ばれた。

## 略歴
2021年、東京五輪の7人制アルゼンチン代表に選ばれて銅メダル獲得。
ロンドン・アイリッシュを経て、2024年、サラセンズに加入。